# 托拉海河
托拉海河，是位于中华人民共和国青海省海西蒙古族藏族自治州格尔木市境内的一条内陆河流，河名源自蒙古语意为“胡杨”。发源于昆仑山脉沙松乌拉山北坡，自源头曲折北流约25千米出山口，继续向北流经托托拉林村、戈壁沙丘地带及托拉海村，之后经过平坦开阔的沙漠及小块沼泽地带，最后注入位于察尔汗盐湖西部南缘的季节性小卤水湖大别勒湖。河长128千米，流域面积1830平方千米，其中季节性河段长76千米，长流水河段长52千米，年均径流量0.49亿立方米。